# Huurophaler
Een huurophaler was een functionaris van een woningbouwvereniging of soms particuliere huisbaas die belast was met het innen en contant ophalen van de huur van de woning.
Een huurophaler droeg meestal een uniform en ging vroeger wekelijks of later ook maandelijks langs bij de huurders van de woningen om contant de huur op te halen. Meestal gebeurde dit op vaste tijden overdag wanneer de huisvrouwen met het huishoudelijk werk bezig waren. Hij schreef dan in het huurboekje, dat de huurder moest tonen, de betaalde huur op maar noteerde het ook in zijn eigen boekje. Ook had hij een tas met wisselgeld.
Door de komst van het girale verkeer werd sinds de jaren 60 de huur steeds vaker per bank of giro overgemaakt en werd de huurophaler meer en meer overbodig. In 1976 verdween de laatste huurophaler in Nederland waarvan in het NOS Journaal een reportage te zien was in een dorp ergens in Friesland.  